# Arria NLG
Arria NLG ist ein börsennotiertes britisches Software-Unternehmen, das sich auf Textgenerierung spezialisiert hat und als Pionier in diesem Bereich gilt. Beim Börsengang im Jahr 2013 wurde das Unternehmen mit über £160 Millionen bewertet.

## Geschichte
Das Unternehmen wurde 2009 von Ehud Reiter und weiteren Kollegen als spin-off der University of Aberdeen, unter dem Namen Data2Text, gegründet. Im Jahr 2012 übernahm Arria NLG 20 % dieser Firma und erhöhte seine Anteile im Jahr 2013 auf 80 %. Im selben Jahr ging das Unternehmen an die Börse.